# 御宿政友
御宿政友（1567年—1615年6月3日），日本戰國時代至江戶時代的武將。本名綱秀，後來改名為政友（被認為是在仕於北條氏政時，被賜予偏諱）。史料中亦被記載為正倫。自稱越前守。通稱御宿勘兵衛。父親是葛山友綱。

## 生平
在永祿10年（1567年）於駿河國駿東郡御宿村（現今裾野市御宿邊）出生，家中嫡子，不過在後來斷絕父子關係並仕於後北條氏的松田憲秀（父親亦在武田氏滅亡後仕於北條氏，因此政友應該是在武田氏滅亡前就仕於北條氏）。北條家滅亡後，受結城秀康以1萬石的高祿登用，不過在秀康死後，與秀康的繼承人松平忠直不和而成為浪人。
在大坂之陣開始時進入大坂城，輔佐大野治房。被激怒的忠直以5千石賞金懸賞。在冬之陣中，於本町橋的夜戰中與塙直之、米田是季等人一同立下戰功。一説指曾幫助守備真田丸。
在夏之陣的最終戰天王寺岡山之戰中，於岡山口被忠直的家臣野本右近擊殺。

## 逸話
- 德川家康在大坂夏之陣前，查看進入大坂城的武將名簿後，說「大阪一方的浪人眾中，像武者的只有後藤又兵衛和御宿勘兵衛（政友）」（大阪方の浪人衆の中で、武者らしいのは、後藤又兵衛と御宿勘兵衛だけだ）。

- 根據收錄了許多福井藩逸話的『國事叢記』中記載，野本右近和勘兵衛是舊知。夏之陣的末期，勘兵衛向敵方的右近派遣使者並傳達「雖然我作為不肖的大坂方大將之一，與閣下等對決，不過馬匹不太好。希望可以拜領忠直大人秘藏之馬『荒波』，想拜託閣下」（自分は不肖ながら大坂方の大将の一人として貴殿らに向かっているが、馬に不自由している。ついては忠直様の秘蔵の馬である荒波を拝領仕りたき旨、頼み入りたい），右近向忠直匯報，忠直被激怒並說「這樣說是想幹什麼」（この物言いをどうしてくれようか），不過在右近勸說後，忠直把荒波送予勘兵衛。在翌日的戰鬥中，勘兵衛乘著荒波在戰場上突擊，最後被殺死。